# پرواز شماره ۱۰۱ نشنال ایرلاینز
پرواز شماره ۱۰۱ نشنال ایرلاینز (به انگلیسی: National Airlines Flight 101) یک پرواز نشنال ایرلاینز از نیویورک به مقصد میامی بود که در آن ۵۹ مسافر و ۴ خدمه حضور داشتند، در تاریخ ۱۱ فوریه ۱۹۵۲ در الیزابت، نیوجرسی اندکی پس از بلند شدن به دلیل خرابی پروانه دچار سانحه شد و سقوط کرد و ۲۹ نفر جان باختند.